# Manihot paviifolia
Manihot paviifolia är en törelväxtart som beskrevs av Johann Baptist Emanuel Pohl. Manihot paviifolia ingår i släktet Manihot och familjen törelväxter. Inga underarter finns listade i Catalogue of Life.